# Alphonse Baëlen
Alphonse Baëlen ou Baelen, né le 21 avril 1821 à Aire-sur-la-Lys et mort le 5 mai 1892 dans le 6e arrondissement de Paris, est un médecin militaire français. Il participe aux guerres de la France du XIXe siècle, depuis les conflits liés à la constitution de l'empire colonial français jusqu'à la guerre franco-allemande de 1870.

## Biographie
Alphonse Auguste Benjamin Baëlen naît à Aire-sur-la-Lys, dans le département du Pas-de-Calais le 21 avril 1821. Il est le fils de Louis Édouard François Baëlen marchand et de Marie Augustine Gabrielle Joseph d'Assenoy.
Après ses études, à 17 ans, en 1838, il se présente au concours de chirurgien-élève pour le service de santé des armées et commence sa carrière militaire.
En 1839, à  alors qu'il est encore étudiant, il participe de manière symbolique, en versant 1 franc, à la souscription lancée pour l'élévation d'un monument à François Broussais.
Ayant reçu l'autorisation ministérielle le 23 avril 1860, Alphonse Baëlen épouse à Aire-sur-la-Lys le 9 juillet 1860, à 39 ans, Stéphanie Louise de Somer, rentière, âgée de 34 ans. Il se marie avec une parente : les mères des deux époux ont le même nom de famille, ont le même père mais sont des demi-sœurs,. Il est alors médecin-major de 2e classe au 23e régiment d'infanterie et chevalier de la Légion d'honneur. Un contrat de mariage a été passé devant notaire. Au moins un enfant est né de leur union : Georges Baëlen, attaché à la Banque de France au moment du décès de son père.
En 1869, Alphonse Baëlen est adhérent à une association dénonçant l'abus du tabac. Membre actif, il y participe par l'envoi de lettres où il évoque ce que son expérience de médecin lui inspire par rapport aux méfaits du tabac.
En 1873, Alphonse Baëlen est en retraite à Tours. Il participe à la reconstruction du palais de la Légion d'honneur incendié le 23 mai 1871 pendant la Commune de Paris, en versant vingt francs.* 
Il déménage à Paris 30 rue Jacob en 1885.
Alphonse Baëlen meurt, dans le 6e arrondissement de Paris, le 5 mai 1892, médecin major de 1re classe en retraite, officier de la Légion d'honneur, âgé de 71 ans.
Plusieurs revues médicales  évoquent la mort d'Alphonse Baëlen : L'union médicale, Le progrès médical, La France médicale et Paris médical
Après sa mort, son épouse reçoit une pension de l'État.

## Carrière militaire
Alphonse Baëlen fait un stage d'instruction à l'hôpital militaire Scrive de Lille. Il y est chirurgien élève le 24 septembre 1838.
Il est ensuite envoyé dans le corps expéditionnaire en Afrique du Nord en tant que chirurgien sous-aide en mars 1839. Il y effectue les campagnes militaires de 1839 à 1841 dans le cadre de la conquête de l'Algérie par la France. Il assiste le 31 décembre 1839 au combat de Blida contre Abd-el-Kader, participe à la bataille du col de Mouzaïa intervenue le 12 mai 1840, menée pour la France par le duc d'Orléans Ferdinand-Philippe d'Orléans.
Alphonse Baëlen rentre ensuite en France. Il est affecté en instruction à l'hôpital militaire Gaujot de Strasbourg le 12 novembre 1841 puis en perfectionnement à l'hôpital d'instruction des armées du Val-de-Grâce le 2 octobre 1842, toujours en tant que chirurgien sous-aide.
Le 1er octobre 1843, il est promu chirurgien aide-major au 4e régiment de cuirassiers.
En 1847, il figure dans l'Annuaire de l'état militaire de la France avec son grade, son affectation et la date de sa nomination. Il va désormais y apparaitre régulièrement tout au long de sa carrière.
Alphonse Baëlen est admis docteur en médecine de la faculté de Montpellier le 30 mars 1852. À la suite de quoi, il passe médecin aide-major de 2e classe le 16 avril 1852 au sein de son régiment d'affectation.
Le 7 mai 1853, il est médecin aide-major de 2e classe aux Hôpitaux d'Alger.
Le 3 mai 1854, il passe médecin aide-major de 1re classe sans destination. Le 13 mai, il est affecté dans ce grade au 3e régiment de chasseurs d'Afrique.
il retourne en Algérie et y reste jusqu'en 1856. Signalé à Napoléon III pour ses excellents services, il est alors admis au régiment des dragons de l'Impératrice, faisant partie de la Garde impériale le 20 juillet 1856. Il y reçoit la légion d'honneur.
Le 5 mai 1859, il occupe la même fonction aux ambulances de la cavalerie de la garde. À la fin du mois, le 28 mai 1859, promu médecin major de 2e classe, il passe au 8e régiment de hussards. Il est alors à la tête du service médical des escadrons de guerre dans ce régiment.
En 1859, Alphonse Baëlen participe à la campagne d'Italie dans cette unité et assiste aux batailles de Montebello, Magenta et de Solférino.
Après l'armistice de Villafranca, il tient garnison à Milan avant de rentrer en France.
Le  7 avril 1860, il est nommé à la tête du service médical des bataillons actifs au 23e régiment d'infanterie et cinq mois plus tard, le 27 septembre 1860, il passe au 2e régiment de dragons.
Le 11 août 1867, il est promu médecin-major de 1re classe au 74e régiment d'infanterie. Il rejoint son poste à Chambéry où sévit une épidémie de choléra.
Pendant la guerre franco-allemande de 1870, Alphonse Baëlen s'illustre par son esprit combatif.
En 1870, il fait campagne au sein du 1er corps d'armée. Il gagne le camp de Châlons, sous les ordres du maréchal de Mac-Mahon. Il est fait prisonnier aux ambulances de Wissembourg établies sur le champ de bataille, le 4 août 1870. Conduit à Elsasshausen, il sert dans une ambulance prussienne jusqu'au 15 août. Il s'évade et rejoint l'armée française à Attigny le 25 août 1870 puis participe à la bataille de Sedan. Il est de nouveau fait prisonnier le 1er septembre 1870. Il s'évade de nouveau. Il retrouve son poste et assiste au siège et au bombardement de Neuf-Brisach. Lorsque cette ville capitule, il tombe aux mains des Prussiens pour la troisième fois le 11 novembre 1870. Mais ils le relâchent rapidement.
Alphonse Baëlen est alors nommé à la tête du service médical de l'hôpital de Dunkerque où sévit une épidémie de variole. Il rend encore de grands services dans ces circonstances.
En août 1871, il rejoint son poste au 74e régiment d'infanterie.
Le 28 octobre 1871, il met fin à sa carrière après trente-deux ans de service et dix-sept campagnes de guerre . Il bénéficie de l'estime générale et de la reconnaissance par tous de sa grande valeur professionnelle. Le décret lui accordant une pension de retraite  (de 2542 francs) est pris le 18 mars 1872.
Un dictionnaire historique des médecins, paru en 1999, consacre une notice à Alphonse Baëlen.

### Campagnes militaires effectuées
Alphonse Baëlen a effectué dix-sept campagnes militaires : 
- en Afrique : du 19 mai 1839 au 29 décembre 1841 ;
- en Afrique : du 6 juin 1853 au 11 septembre 1854 ;
- en Orient : du 11 septembre 1854 au 2 février 1856 ;
- en Afrique : du 3 février 1856 au 10 août 1856 ;
- en Italie : du 8 mai 1859 au 13 juin 1860 ;
- contre l'Allemagne : du 20 juillet 1870 au 26 février 1871[4].

## Publications
En 1843, alors qu'il est encore étudiant au Val-de-Grâce, Alphonse Baëlen rend compte dans deux numéros de la Gazette des hôpitaux civils et militaires (Lancette française), d'un nouveau traitement de l'hydrocèle effectué dans le service du chirurgien en chef Baudens (probablement Lucien Baudens),.
De la même manière, dans la même revue, la même année, il rend compte du succès de la méthode du chirurgien Baudens pour opérer un ongle incarné.
Alphonse Baëlen a publié Des fractures simples et compliquées de la jambe, 1852.
Il est l'auteur d'un Traité du goitre des sutures avec le collodion. Au sujet du goitre, il adresse en janvier 1868, un article au Journal de médecine pratique et de chirurgie, pour témoigner de son expérience..
Il a également écrit une Relation de l'expédition de Touggourt, rapportant un épisode de ses campagnes d'Algérie. Il y « signale l'aspect anémique des habitants pauvres qui ne peuvent se soustraire par l'émigration à l'épidémie annuelle (de fièvres); presque tous sont atteints de cachexie palustre. » Il rapporte également l'extrême fréquence des problèmes ophtalmologiques des habitants.

## Distinctions
Alphonse Baëlen est nommé chevalier dans l'ordre impérial de la Légion d'honneur le 16 décembre 1856, en raison de ses dix-huit ans de services effectif et des sept campagnes militaires accomplies
Il est également titulaire de la médaille commémorative de la campagne d'Italie (1859).
Le 3 juin 1871, Alphonse Baëlen reçoit en récompense de ses services pendant la guerre de 1870 et lors de la lutte contre l'épidémie de variole à Dunkerque, la croix d'officier de la Légion d'honneur. Cette décoration lui est remise par le général de brigade devant le régiment rassemblé le 6 août 1871. En tant qu'officier de la Légion d'honneur, il perçoit un traitement annuel de cinq cents francs à compter du 1er juillet 1871.